# Till: mitt liv
Till: mitt liv är en singel av rockgruppen Reeperbahn, vilken släpptes i april 1981. Med på singeln fanns även b-sidan "I ditt register."
Ingen av låtarna kom med på något studioalbum även om skivan Venuspassagen (1981) släpptes senare samma år.

## Låtlista
Text och musik: Olle Ljungström och Dan Sundquist.
1. "Till: mitt liv" (3:21)
2. "I ditt register" (3:21)